# BLAME! (film)
Pour plus de détails, voir Fiche technique et Distribution.
BLAME! (ブラム！) est un film d'animation japonais réalisé par Hiroyuki Seshita, sorti en 2017.

## Synopsis
Quelque part... quand et où... nul ne le sait ! On suppose dans le futur (peut-être un des futurs possibles de la terre).
Les membres d'un groupe de survivants, descendants humains de ce qui fut jadis une société très évoluée ayant désormais périclité quant au savoir, sont traqués par les équipements chargé de la sécurité des lieux dans lesquels ils survivent. Seuls les détenteurs d'un certain droit peuvent validement y séjourner ; les autres sont perçus par le système comme des intrus à supprimer. Or l'Humanité semble désormais avoir perdu ce droit, laissant de fait le chaos dégénérer l'environnement artificiel créé par leurs ancêtres. 
Un groupe de jeunes d'un site abritant des survivants font une sortie de leur zone sécurisée en quête de ressources; ils y rencontrent Killy, un humanoïde assez étrange qui cherche de quoi changer la situation pour permettre la survie de l'Humanité. 

## Fiche technique
- Titre : BLAME!
- Titre original : ブラム！
- Réalisation : Hiroyuki Seshita
- Scénario : Sadayuki Murai d'après le manga BLAME! de Tsutomu Nihei
- Musique : Yūgo Kanno
- Photographie : Mitsunori Katāma
- Montage : Hiromi Amanai
- Production : Yutaka Akita, Shoko Yada et Yoshihiko Yamazaki
- Société de production : King Records, Kōdansha, Netflix, Polygon Pictures et The Klockworx
- Pays :  Japon
- Genre : Animation, action, drame, science-fiction et thriller
- Durée : 106 minutes
- Dates de sortie : 
  - Netflix : 19 mai 2017[1]

## Doublage
- Takahiro Sakurai (VF : Pierre Le Bec) : Killy
- Kana Hanazawa (VF : Ludivine Deworst) : Cibo
- Sora Amamiya (VF : Audrey D'Hulstère) : Zuru
- Mamoru Miyano (VF : Alexandre Crépet) : Sutezō
- Aya Suzaki (VF : Shérine Seyad) : Tae
- Nobunaga Shimazaki (VF : Bruno Borsu) : Fusata
- Yūki Kaji : Atsuji
- Koutarou Nishiyama : Shige
- Nanako Mori : Fuku
- Kazuhiro Yamaji : Oyassan
- Ayane Sakura : Shizu
- Tasuku Hatanaka : Shiro
- Daiki Yamashita : Yaichi
- Shōta Chōnan : Gen
- Daisuke Takahashi : Yachita

## Production
Le film a été annoncé en novembre 2015.

## Accueil
Michael Nordine pour Indiewire a donné au film la note de B-.